# Rigmor Grönjord
Rigmor Birgitta Grönjord, född 25 juli 1938 i Högalids församling i Stockholm, är en svensk textilkonstnär och målare. Från 1959 gift med konstnären Rune Grönjord.

## Biografi
Grönjord studerade på Konstfackskolan under åren 1963–1967 och hade bland andra Edna Martin som lärare. I Grönjords bildvävar kan inspiration från både måleri och arkitektur men också musik spåras. Från att i början framförallt hämtat motiv från naturen präglas Grönjords senare verk av en mer abstrakt och nonfigurativ karaktär. Hon har själv beskrivit hur hon är intresserad av det bildrum vävarna utgör och relationen mellan färgerna.

## Representation, utställningar, offentliga verk
Grönjord finns representerad på bland annat Moderna Museet, Gotlands konstmuseum, Nationalmuseum och Statens konstråd.
År 2008 visades en utställning med hennes verk på Konstakademien i Stockholm och under 2014 visade Prins Eugens Waldemarsudde utställningen Vävda Bilder.
Grönjord har haft offentliga uppdrag och gjort utsmyckningar till Stockholms tingsrätt, Riksdagshuset, Kammarkollegiet, Näringsdepartementet, Solna stadsbibliotek och Skövde kulturhus.